# Петровський Володимир Борисович
Петровський Володимир Борисович (нар. 23 грудня 1964 року, місто Бориспіль, Київська область) — український громадський діяч, керівник Всеукраїнської громадської організації «Всеукраїнський парламент працездатних інвалідів», один з двох людей в світі, які отримали розряд з парашутного спорту після втрати зору (2013).
Інвалід зору 1 групи з дитинства. Втратив зір в результаті важкої хвороби в 1966 році. Громадянин України.

## Біографія
Володимир Борисович Петровський (нар. 23 грудня 1964 року, місто Бориспіль, Київська область) — український громадський діяч, керівник Всеукраїнської громадської організації «Всеукраїнський парламент працездатних інвалідів», один з двох людей в світі, які отримали розряд з парашутного спорту після втрати зору (2013).
Інвалід зору 1 групи з дитинства. Втратив зір в результаті важкої хвороби в 1966 році. Громадянин України.

## Освіта
Закінчив з відзнакою Київський національний університет ім. Т. Г. Шевченко, історичний факультет (1984—1990), за спеціальністю «історія», історик, викладач історії та суспільствознавства.
Закінчив аспірантуру Інституту історії Національної академії наук України (1993 рік).

## Родина
- Батько — Борис Якович (1935—2012)
- Мати — Валентина Яківна (1945—2016)
- Дружина — Світлана Юріївна (нар. 1965)
- Діти — сини Ярослав (1987—2014) і Борис (нар. 1989), дочка Ксенія (нар. 1990).

## Громадська діяльність
Громадською діяльністю почав займатися з 1994 року.
У 1995 році став одним із засновників і керівників Всеукраїнської громадської організації інвалідів «Український конгрес інвалідів» (УКІ).
Засновник і керівник Навчального освітньо-культурологічного та наукового центру «Сполох» (м. Київ), створеного з метою інклюзивного навчання дітей з інвалідністю (1995—1999).
Засновник і президент Київського міського благодійного фонду «Інтеграція», створеного в 1997 році.
Засновник і голова Всеукраїнської громадської організації «Всеукраїнська профспілка працездатних інвалідів» (2004 — 27.10.2014), з 27.10.2014 року — Громадської організації «Всеукраїнська громадська організація „Всеукраїнський парламент працездатних інвалідів“».

## Науково-практична діяльність
Є автором численних наукових програм і концепцій: «Ай-Болить!» (1995 р), «Здоров'я нації» (2002 рік), «Духовна реабілітація інвалідів по зору методами історії та культури» (2005 рік), «Чемпіонат „Євро-2012“», доступний для інвалідів різних нозологій (2008 рік), «Європа, доступна для всіх» (2011) та ін. Автор-розробник офіційно запатентованої програми «Вирішення проблеми працевлаштування інвалідів в невиробничій сфері: туризм, культура і мистецтво, сфера послуг» (Свідоцтво про реєстрацію авторського права на твір № 22078, видане Державним департаментом інтелектуальної власності 19.09.2007 року).
Починаючи з 2010 року В. Б. Петровський, як голова ГО «Всеукраїнська громадська організація „Всеукраїнський парламент працездатних інвалідів“», є співорганізатором Тижня освіти дорослих в Україні, який щорічно проходить в Україні під егідою ЮНЕСКО. В. Б. Петровський є автором-розробником методики проведення екскурсій для осіб з вадами зору та незрячих.
Ініціатор, розробник і керівник проекту «Соціальний супровід — шлях до повноцінного життя», що втілювався в місті Києві в 2012 та 2013 році спільно з Київським міським центром зайнятості, а також працював в Харкові, Рівному, Донецьку та інших містах України. За участь в цьому проекті організація (і її керівник) була відзначена дипломом Київського міського центру зайнятості «Найкращий роботодавець 2013 року».
Загалом суспільна діяльність В. Б. Петровського спрямована на реабілітацію та соціальну адаптацію інвалідів (в тому числі власним прикладом), а також на підвищення міжнародного престижу України серед світового співтовариства держав.

## Законотворча діяльність
Автор змін і доповнень до законодавчих та підзаконних актів з соціальної політики, освіти, культури, туризму. Неодноразовий учасник парламентських слухань Верховної Ради з соціальних питань (соціальна політика, працевлаштування, освіта, відшкодування втрачених вкладів).

## Стрибки незрячих з парашутом в Україні
Є ініціатором, безпосереднім організатором і учасником безпрецедентної акції «Небо — для вільних»: масовий стрибок незрячих з парашутом без інструктора. 24 серпня 2009 року вперше в світовій історії п'ятеро незрячих, серед яких була одна жінка, самостійно, без інструктора, не в тандемі, здійснили масовий стрибок з парашутом у відкрите море (бухта Коктебель, АР Крим, Україна). Рекорд було внесено до Книги рекордів України і заявлено до Книги рекордів Гіннесса.
Організатор і безпосередній учасник другого етапу акції «Небо — для вільних!», присвяченого 20-річчю України (24 серпня 2011 року, місто проведення — Коктебель, АР Крим, Україна). За умовами акції незрячі парашутисти самостійно, без інструктора, не в тандемі, здійснили стрибок у відкрите море на точність. Точкою відліку, до якої учасники акції повинні були максимально наблизитися, слугував заякоренний буй. Незважаючи на нестійку погоду й поривчастий вітер, незрячі парашутисти здійснили цей стрибок з оцінкою «відмінно». Цей рекорд також був внесений до Книги рекордів України і заявлений у Книгу рекордів Гіннесса.
Організатор і учасник третього етапу акції «Небо для вільних!», в якому взяли участь 8 незрячих, серед них — 2 жінки (24 серпня 2013 року, місто проведення — Коктебель, АР Крим, Україна). Учасники акції самостійно, без інструктора, не в тандемі здійснили стрибок з парашутом на морську воду. Тим самим був побитий рекорд 2009 року, в якому брало участь 5 незрячих. За підсумками третього етапу акції «Небо — для вільних!» двоє незрячих парашутистів, які не є професійними спортсменами, і серед них — Володимир Борисович Петровський, виконали норматив 3 розряду з парашутного спорту. Свідоцтво парашутиста, яке засвідчило цей факт, видане 24 серпня 2013 року спортивним клубом «Пара-Крим», за підписом директора клубу, Б. А. Небрєєва. Встановлений рекорд зафіксований Книгою рекордів України, номінований в Книгу рекордів Гіннесса.

## Реабілітація осіб з інвалідністю засобами спорту та туризму
Займається дайвінгом, є ініціатором та учасником акцій «Незрячий дайвінг» і «Гори — для вільних!» (Навчання інвалідів по зору спуску на гірських лижах), що наочно доводять можливість реабілітації, само реабілітації та соціальної адаптації осіб з інвалідністю засобами спорту та туризму.
Автор ідеї і розробник проекту «Берег здоров'я» (перші в історії України наметові табори для осіб з інвалідністю), які діяли в АР Крим (Україна), починаючи з 2010 року по 2013 рік та займалися комплексною практичною реабілітацією, абілітацією та соціалізацією осіб з інвалідністю різних нозологій, в тому числі — засобами культури, мистецтва і туризму. За цю діяльність нагороджений Почесною грамотою Міністерства культури і мистецтва АР Крим в 2010 та 2011 роках.
08 червня 2017 року, вперше в світовій історії, самостійно здійснив піший перехід до льодовика Нігардсбрін (Норвегія), чого до нього не робив жоден незрячий в світі.
31 липня 2019 року у  складі інклюзивної групи, самостійно, без сторонньої допомоги, здійснив сходження на найвищу вершину України - гору Говерла (2061 метр над рівнем моря). 

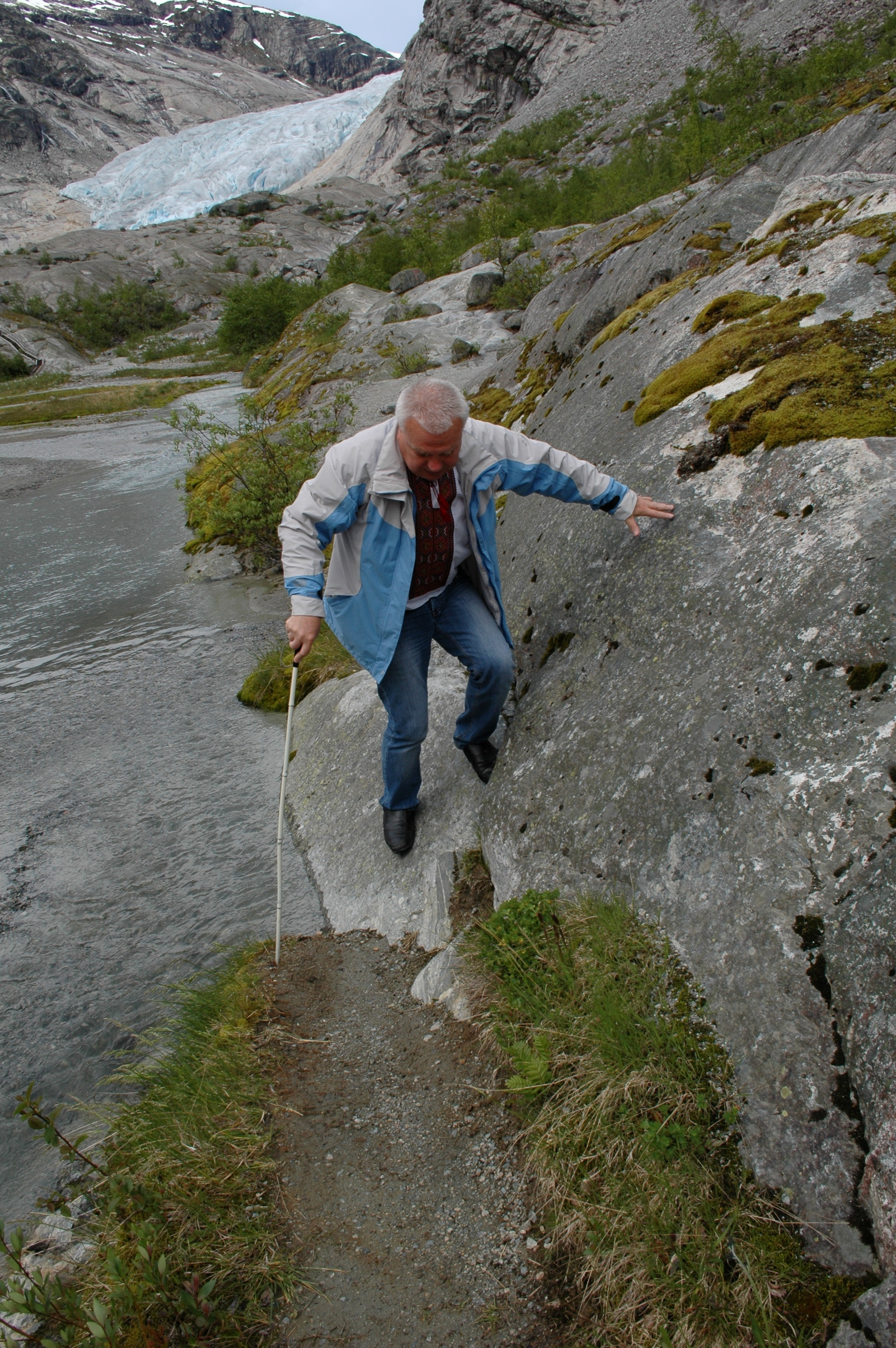
Перехід до льодовика Нігардсбрін, 2017

За заслуги в галузі реабілітації інвалідів засобами туризму є єдиним інвалідом зору 1 групи (незрячим) в Україні, відзначеним званням «Почесний працівник туризму України».

## Самостійний підйом на фортецю Масада

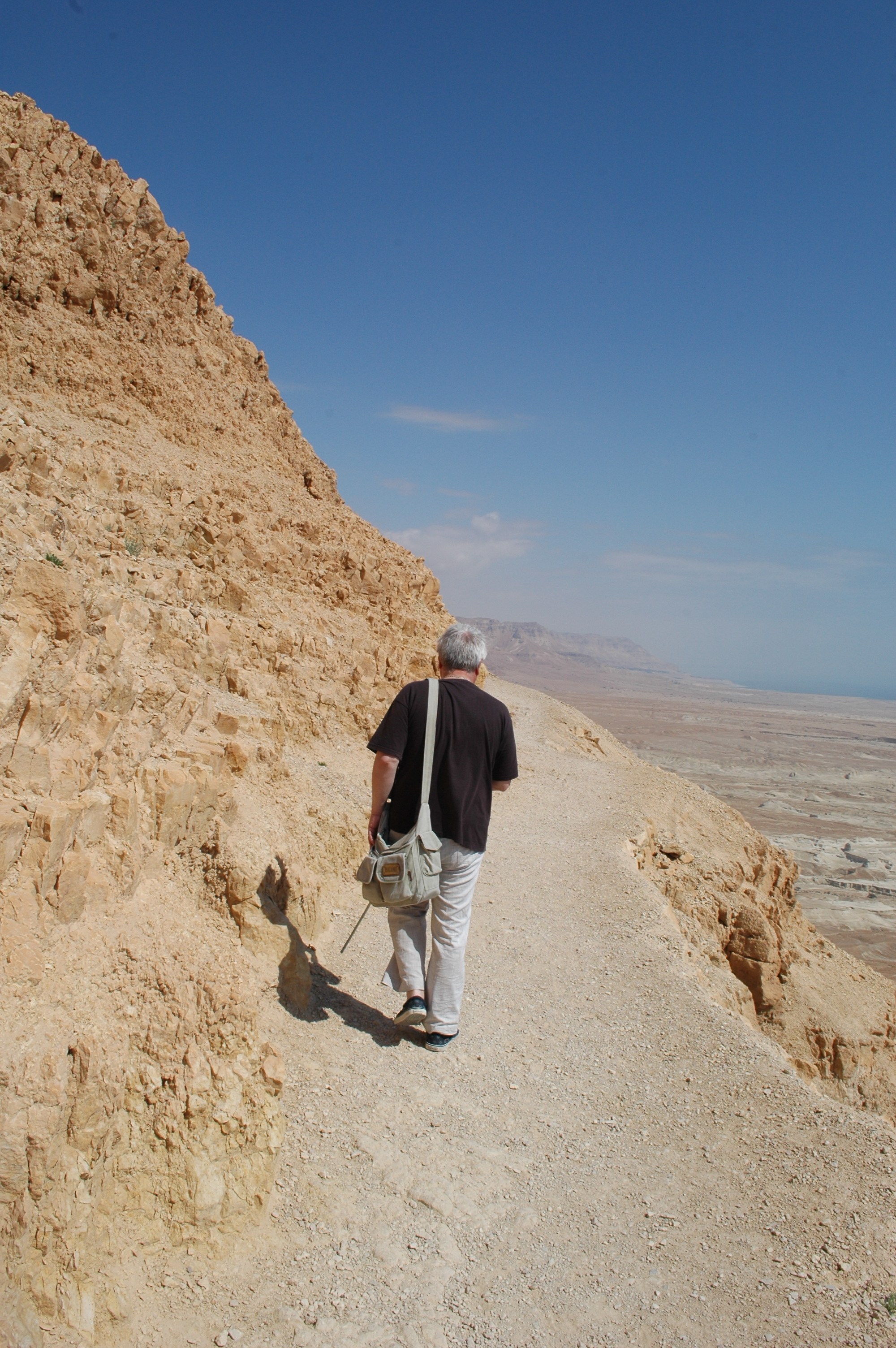
Самостійний підйом на фортецю Масада, 2016 рік

Перебуваючи з моніторинговою місією в державі Ізраїль і вражений історією будівництва та героїчної оборони фортеці Масада, Володимир Петровський, вирішив вшанувати пам'ять її героїчних захисників власним досягненням — самостійним (без сторонньої допомоги, за виключенням дистанційного керування з відстані 10-15 метрів за допомогою лише голосу) підйомом до фортеці Масада. 30 березня 2016 року він самостійно, користуючись лише тростиною для незрячих, а також орієнтуючись на допоміжні коментарі супроводжуючого (наприклад: «правіше», «трохи вліво», «починаються східці» тощо), який знаходився від нього на відстані не менше, ніж 10 метрів, піднявся на фортецю Масада так званою «гадючою стежиною» по східному відрогу скелі, аж до брами фортеці. Пройшовши через браму всередину фортеці, Володимир також самостійно, керований лише голосом, обійшов всю її територію, включно з залишками триярусного палацу царя Ірода на північних терасах музейного комплексу, і самостійно спустився вниз тією ж стежкою.

## Проект «Європа, доступна для всіх» («Моніторинг європейської доступності для осіб з інвалідністю та його практичне втілення в Україні»)

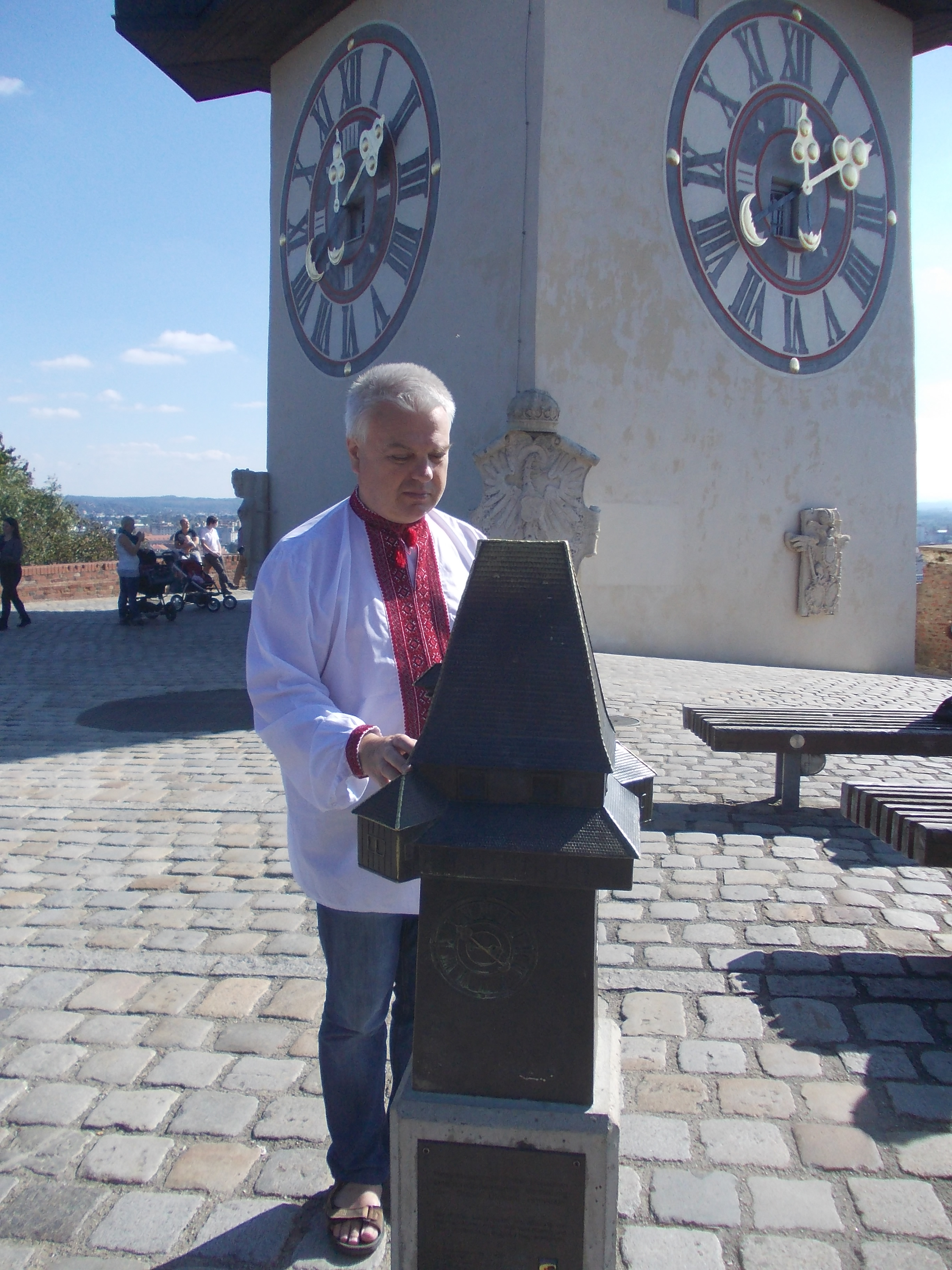
Моніторинг європейської доступності, Грац, Австрія, 2014

В рамках проекту «Європа, доступна для всіх» («Моніторинг європейської доступності для осіб з інвалідністю та його практичне втілення в Україні») Володимир Петровський вперше організував системний моніторинг доступності об'єктів історії, культури, транспортної та туристичної інфраструктури більшості європейських країн для інвалідів всіх нозологій і взяв у ньому безпосередню участь. За станом на 01 вересня 2017 року було здійснено повний або частковий моніторинг доступності 35 європейських країн. У відповідності до проекту, завершення моніторингу і повний аналіз даних, отриманих за його результатами, в подальшому дозволить створити в Європі і в світі єдину, уніфіковану систему безбар'єрності згідно з принципами універсального дизайну для всіх нозологій інвалідності.
Є активним учасником моніторингу доступності України для інвалідів різних нозологій.

## Всеукраїнський (Відкритий) недержавний фестиваль творчості інвалідів «Неспокій серця»

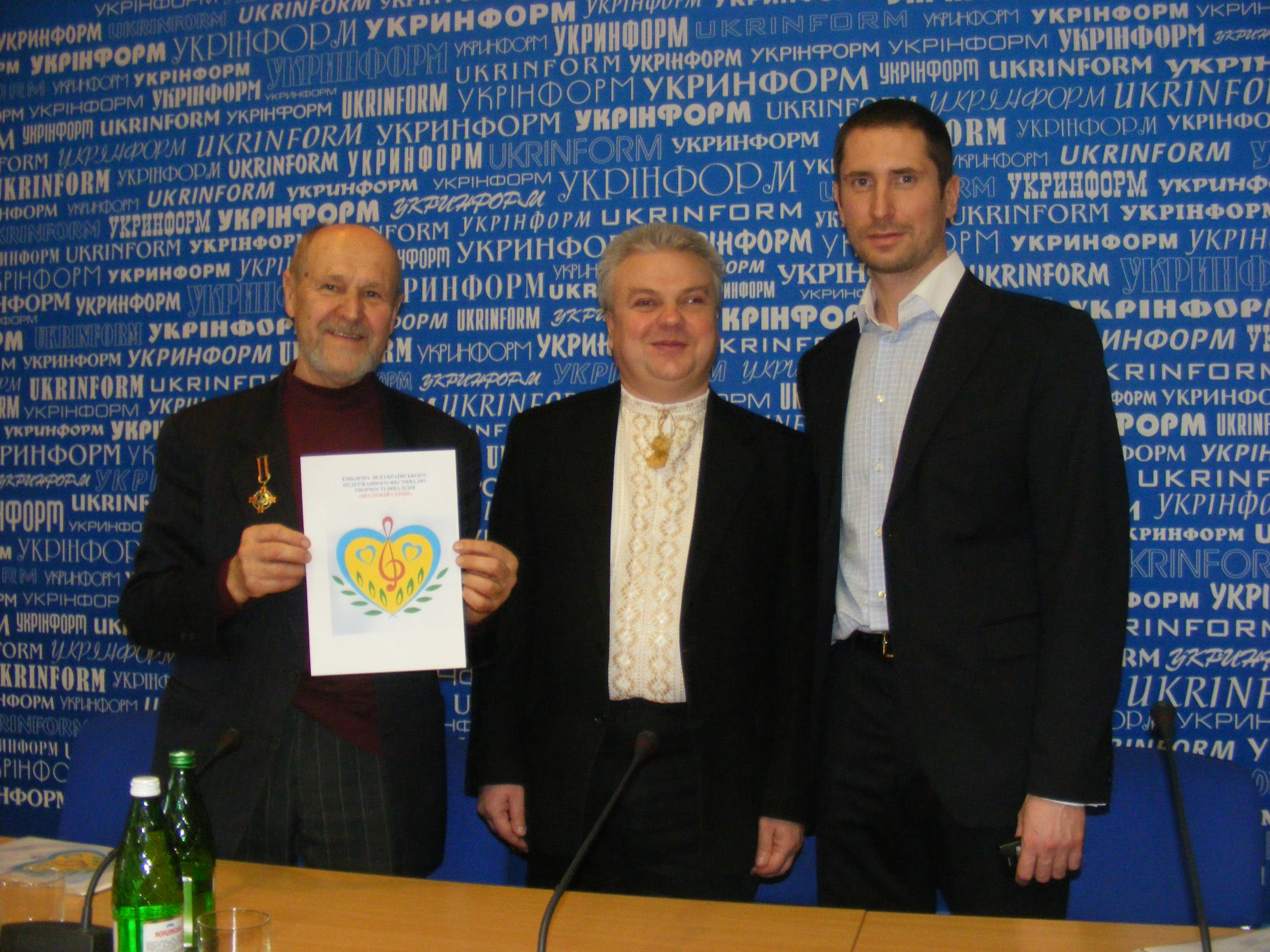
Презентація Фестивалю Неспокій серця. Ж. Шанаєв, В. Петровський, Д. Силантьєв, 2010 рік

У 2010 році став ініціатором і одним із засновників Всеукраїнського (відкритого) фестивалю творчості інвалідів «Неспокій серця». Автор-розробник концепції фестивалю, в тому числі — його номінацій, а також методики дистанційного оцінювання робіт учасників фестивалю. У 2010, 2011,  2013, 2017 та 2019 роках був одним з трьох співголів журі фестивалю, в якому брали участь особи з інвалідністю з України, а також з інших країн Європи (Росія, Литва, Білорусь та ін.). В 2016 році В. Б. Петровський став ініціатором створення і розробником концепції діяльності Творчої літературно-поетичної майстерні «Кастальський ключ», метою діяльності якої є реабілітація осіб й самореалізація з інвалідністю за допомогою творчості, засобами культури та мистецтва.

## Особиста творча діяльність

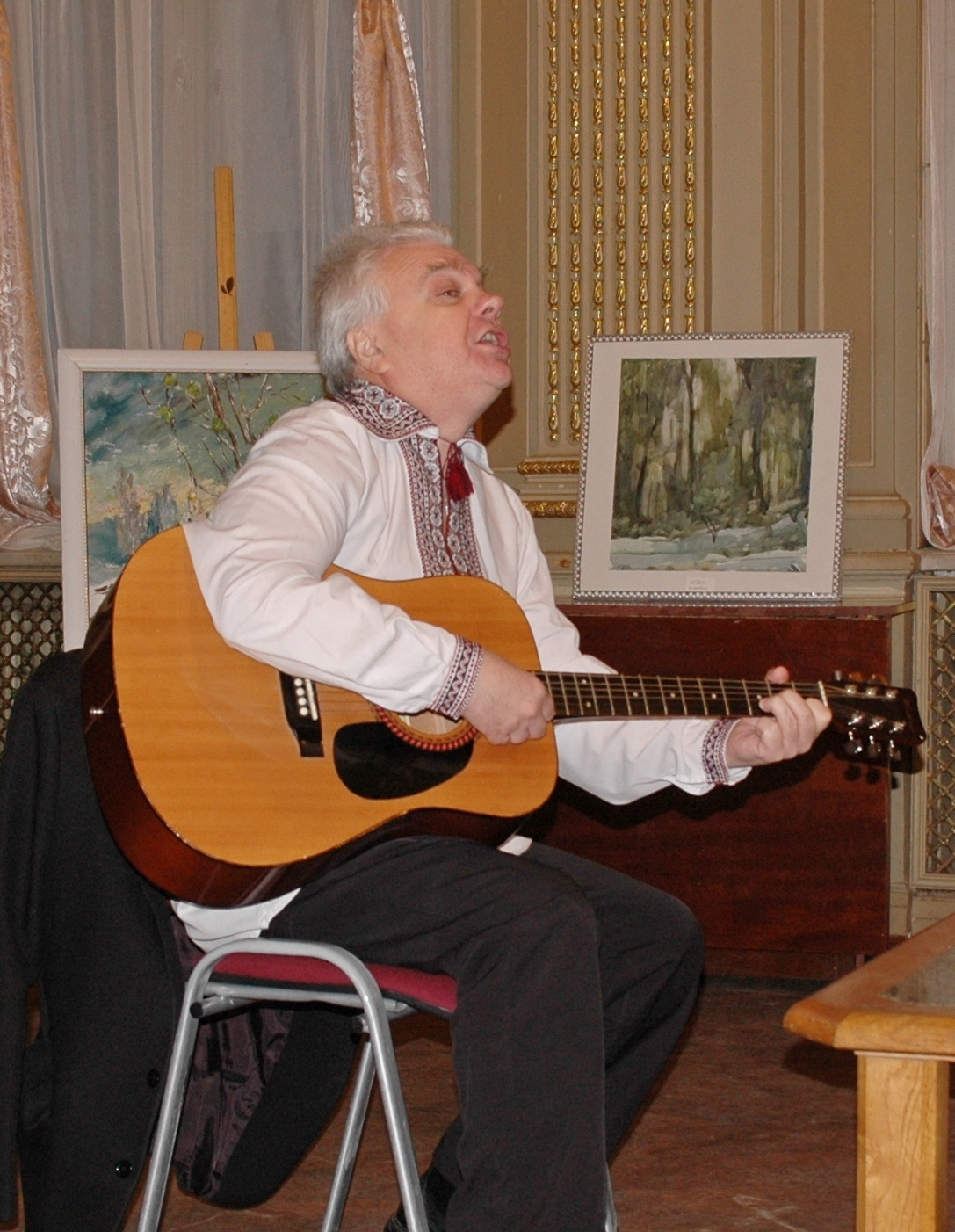
Сольний концерт В. Петровського, 2017 рік

Знаний та відомий як в Україні, так і за її межами виконавець українських народних пісень і романсів, дослідник та виконавець радянської, російської та української авторської (бардівської) пісні; проводить численні сольні виступи, в тому числі — для осіб з інвалідністю, мало захищених верств населення, а також для учасників бойових дій на сході України.
Учасник численних міжнародних програм, метою яких є активізація громадянського суспільства в Україні.

## Публіцистична діяльність
Автор численних статей, присвячених питанням реабілітації, соціальної адаптації та інтеграції інвалідів в суспільство, а також — проблемам мінімізації та запобігання інвалідності, має численні публікації в інформаційно-аналітичному тижневику «Дзеркало тижня», зокрема:
1. «Українське товариство сліпих: учора й сьогодні» (ZN № 1146, 3 червня — 9 червня 2017 року)
2. «Кишенькова громадськість для органів влади»(ZN № 1139, 15 квітня — 21 квітня 2017 року)
3. «Соціальні реформи: невігластво, популізм чи цинічний злочин?» (ZN № 1110, 1 жовтня — 7 жовтня 2016 року)
4. "Соціальна захищеність «віком» 25 років: хода по колу чи шлях назад? (ZN № 1090, 22 квітня — 29 квітня 2016 року) та інших.

Є активним учасником радіо- та телепередач, присвячених різноманітним аспектам життєдіяльності людей з інвалідністю.

## Нагороди та звання
Почесний працівник туризму України (2007), єдиний інвалід по зору в Україні, удостоєний цього звання
Дипломант міжнародної премії «Філантроп» (2008) за видатні досягнення інвалідів у сфері культури та мистецтва
Спеціальний диплом Ірини Архипової (2008) за видатні досягнення в області вокального мистецтва
Подяка Київського міського голови (2008)
Подяка Міністерства праці та соціальної політики України (2009)
Почесна грамота Міністерства праці та соціальної політики України (2010)
Подяка Міністерства культури і мистецтва АР Крим (2010)
Чотири рази занесений в Книгу рекордів України (2009, 2011, 2013 — 2 записи)
Почесна грамота Спілки юристів України (2014 року)